# Бортінженер
Бортінжене́р — член льотного екіпажу повітряного судна, що забезпечує безвідмовну роботу силових установок і ряду систем літака під час польоту.
Залежно від типу повітряного судна (складності та обсягу роботи) у складі екіпажу може бути посада бортового механіка, бортового техніка чи бортового інженера. Також на деяких літальних апаратах у складі льотного екіпажу присутні борттехніки і бортінженери з більш вузькою спеціалізацією, наприклад, борттехнік по АДО (авіадесантного обладнання, на транспортних машинах) або бортовий інженер з електроустаткування (Іл-20РТ — літак телеметрії).
У ряді випадків частину функцій бортінженера покладено на бортових операторів.

## Посадові обов'язки

### В цивільної авіації
Управляє двигунами, шасі, механізацією крила і системами повітряного судна за командою командира і особисто. Усуває виниклі в польоті і доступні для усунення несправності авіаційної техніки відповідно до керівництва з льотної експлуатації повітряного судна даного типу. Контролює підготовку повітряного судна до польоту, усунення несправностей інженерно-технічним складом і правильність оформлення документації, наявність на борту суднової документації, аварійно-рятувальних засобів та їх справність, а так само достатньої кількості для виконання польоту палива, масла, спеціальних рідин і газів. Контролює правильність розміщення та закріплення знаходиться на борту вантажу. Інформує командира про виниклі несправності та відмови техніки в польоті, здійснює ручне управління системами в разі відмови автоматики.

### У військовій авіації
Фахівці інженерно-технічного складу, які пройшли спеціальну підготовку та придатні до льотної роботи за станом здоров'я.
Типові обов'язки:
- Перед польотом — перевіряє стан силових установок і літакових систем, контролює заправку паливом, рідинами і газами повітряного судна.
- У польоті — контролює роботу СУ, паливної апаратури, систем енергопостачання та життєзабезпечення. Від грамотних дій БІ залежить успішне виконання польотного завдання та безпечне завершення польоту.

### В космонавтиці
Космонавт бортінженер — це член екіпажу космічного апарата, який несе відповідальність за правильність експлуатації бортових систем і виконання програми польоту.

## Кваліфікаційні вимоги
Вища інженерна освіта за фахом — літальні апарати й авіадвигуни. Борттехніки мають середню технічну освіту, бортмеханіки — середню спеціальну або спеціальну підготовку (курс навчання).